# Província d'Orkhon
Orkhon (en mongol: Орхон аймаг }, rep el nom del riu Orkhon, és una de les 21 províncies (aimags) de Mongòlia. La ciutat d'Erdenet n'és la capital. Ocupa una superfície de 844 km² i té una població (2009) de 91.212 habitants.